# پیچه

پیچهٔ راست‌گردِ (cos t, sin t, t) از t = ۰ تا ۴π. پیکان‌ها جهت افزایش t را نمایش می‌دهند.

پیچه یک خم سه‌بعدی واقع بر یک استوانه یا مخروط است که مولدهای استوانه یا مخروط را با زاویهٔ ثابتی قطع می‌کند. پیچه‌ها ممکن است چپ‌گرد یا راست‌گرد باشند. همچنین پیچه‌ها دارای خاصیت دست‌سانی هستند به این معنی که یک پیچهٔ راست‌گرد را نمی‌توان با جابجایی، چرخش به یک پیچهٔ چپ‌گرد تبدیل کرد (و برعکس)، مگر آنکه تصویر آن را در آینه در نظر بگیریم.
پیچه‌ها در زیست‌شناسی مهم هستند، زیرا ساختار دی‌ان‌ای از دو پیچهٔ در هم تنیده تشکیل شده‌است.

## خواص و انواع
گام (pitch) پیچه ارتفاع یک پیچ کامل پیچه است که به موازات محور پیچه اندازه‌گیری می‌شود.
یک پیچه دوتایی (double helix) از دو پیچه (معمولاً متجانس) با یک محور تشکیل شده‌است که با یک انتقال در امتداد محور تفاوت دارند.
یک پیچه دایره‌ای (circular helix) (یعنی پیچه‌ای با شعاع ثابت) دارای انحنای (curvature) نوار ثابت و پیچش (Torsion) ثابت است.

پیچه مخروطی با پیچه ارشمیدس به عنوان تصویر در قاعده.

پیچه مخروطی را می‌توان به عنوان یک پیچه روی یک سطح مخروطی تعریف کرد که فاصله تا راس تابعی نمایی از زاویه است که جهت را از محور نشان می‌دهد.
یک منحنی را پیچه عمومی یا پیچه استوانه‌ای می‌نامند در صورتی که مماس آن یک زاویه ثابت با یک خط ثابت در فضا ایجاد کند. یک منحنی یک پیچه عمومی است اگر و فقط اگر نسبت انحنا به پیچش ثابت باشد.
منحنی را پیچه مایل می‌نامند که نرمال اصلی آن یک زاویه ثابت با یک خط ثابت در فضا ایجاد کند. با اعمال یک جابجایی به چهارچوب متحرک یک پیچه عمومی می‌توان آن را ساخت.

پیچه کروی با

## توصیف ریاضیاتی

مقایسه دو نوع پیچه. این دو مارپیچ دست‌سانی مارپیچ را نشان می‌دهد. یکی چپ-دست و دیگری راست-دست. هر ردیف دو مارپیچ را از منظری متفاوت مقایسه می‌کند. دست‌سانی یک خاصیت جسم است، نه پرسپکتیو (زاویه دید).

در ریاضیات، پیچه یک منحنی در فضای سه‌بعدی است. پارامترسازی زیر در مختصات دکارتی یک پیچه خاص را تعریف می‌کند، شاید ساده‌ترین معادله برای یک پیچه ساده برابر باشد با:
{\displaystyle {\begin{aligned}x(t)&=\cos(t),\\y(t)&=\sin(t),\\z(t)&=t.\end{aligned}}}
با افزایش پارامتر t، نقطه (x(t),y(t),z(t)) یک پیچه راست-گرد با گام ۲π (یا شیب ۱) و شعاع ۱ را در اطراف محور-z، در یک دستگاه مختصات راست-گرد ترسیم می‌کند.
در مختصات استوانه‌ای (r, θ, h)، همان پیچه با پارامترهای زیر معین می‌شود:
{\displaystyle {\begin{aligned}r(t)&=1,\\\theta (t)&=t,\\h(t)&=t.\end{aligned}}}
یک پیچه دایره‌ای با شعاع a و شیب a/b (یا گام 2πb) با پارامترسازی زیر توصیف می‌شود:
{\displaystyle {\begin{aligned}x(t)&=a\cos(t),\\y(t)&=a\sin(t),\\z(t)&=bt.\end{aligned}}}

پیچه متشکل از اجزای x و y سینوسی

روش دیگر برای ساختن ریاضی پیچه این است که تابع با ارزش مختلط exi را به عنوان تابعی از عدد حقیقی x رسم کنیم (به فرمول اویلر مراجعه کنید). مقدار x و قسمت‌های واقعی و خیالی مقدار تابع به این نمودار سه بعد واقعی می‌دهد.
به جز دوران‌ها، انتقال‌ها و تغییرات مقیاس، همه پیچه‌های راست-گرد معادل پیچه تعریف شده در بالا هستند. پیچه چپ-گرد معادل را می‌توان به روش‌های مختلفی ساخت که ساده‌ترین آنها منفی کردن هر یک از مولفه‌های x یا y یا z است.

### طول قوس، انحنا و پیچش
پیچه دایره‌ای با شعاع a و شیب a/b (یا گام 2πb) در مختصات دکارتی به صورت زیر تعریف می‌شود:
{\displaystyle t\mapsto (a\cos t,a\sin t,bt),t\in [0,T]}
که طول قوس آن برابر است با:
{\displaystyle A=T\cdot {\sqrt {a^{2}+b^{2}}},}
انحنای آن برابر است با:
{\displaystyle {\frac {|a|}{a^{2}+b^{2}}},}
پیچش (torsion) آن برابر است با:
{\displaystyle {\frac {b}{a^{2}+b^{2}}}.}
یک پیچه دارای انحنا و پیچش ثابت غیر صفر است.
یک پیچه، تابعی با مقدار-برداری زیر است:
{\displaystyle {\begin{aligned}\mathbf {r} &=a\cos t\mathbf {i} +a\sin t\mathbf {j} +bt\mathbf {k} \\[6px]\mathbf {v} &=-a\sin t\mathbf {i} +a\cos t\mathbf {j} +b\mathbf {k} \\[6px]\mathbf {a} &=-a\cos t\mathbf {i} -a\sin t\mathbf {j} +0\mathbf {k} \\[6px]|\mathbf {v} |&={\sqrt {(-a\sin t)^{2}+(a\cos t)^{2}+b^{2}}}={\sqrt {a^{2}+b^{2}}}\\[6px]|\mathbf {a} |&={\sqrt {(-a\sin t)^{2}+(a\cos t)^{2}}}=a\\[6px]s(t)&=\int _{0}^{t}{\sqrt {a^{2}+b^{2}}}d\tau ={\sqrt {a^{2}+b^{2}}}t\end{aligned}}}بنابراین یک پیچه را می‌توان به عنوان تابعی از s که باید سرعت-واحد باشد، مجدداً پارامتربندی کرد:
{\displaystyle \mathbf {r} (s)=a\cos {\frac {s}{\sqrt {a^{2}+b^{2}}}}\mathbf {i} +a\sin {\frac {s}{\sqrt {a^{2}+b^{2}}}}\mathbf {j} +{\frac {bs}{\sqrt {a^{2}+b^{2}}}}\mathbf {k} }بردار واحد مماس برابر است با:
{\displaystyle {\frac {d\mathbf {r} }{ds}}=\mathbf {T} ={\frac {-a}{\sqrt {a^{2}+b^{2}}}}\sin {\frac {s}{\sqrt {a^{2}+b^{2}}}}\mathbf {i} +{\frac {a}{\sqrt {a^{2}+b^{2}}}}\cos {\frac {s}{\sqrt {a^{2}+b^{2}}}}\mathbf {j} +{\frac {b}{\sqrt {a^{2}+b^{2}}}}\mathbf {k} }بردار نرمال برابر است با:
{\displaystyle {\frac {d\mathbf {T} }{ds}}=\kappa \mathbf {N} ={\frac {-a}{a^{2}+b^{2}}}\cos {\frac {s}{\sqrt {a^{2}+b^{2}}}}\mathbf {i} +{\frac {-a}{a^{2}+b^{2}}}\sin {\frac {s}{\sqrt {a^{2}+b^{2}}}}\mathbf {j} +0\mathbf {k} }انحنای آن برابر است با:{\displaystyle \kappa =\left|{\frac {d\mathbf {T} }{ds}}\right|={\frac {|a|}{a^{2}+b^{2}}}}بردار نرمال واحد برابر است با:
{\displaystyle \mathbf {N} =-\cos {\frac {s}{\sqrt {a^{2}+b^{2}}}}\mathbf {i} -\sin {\frac {s}{\sqrt {a^{2}+b^{2}}}}\mathbf {j} +0\mathbf {k} }بردار باینرمال برابر است با:
{\displaystyle {\begin{aligned}\mathbf {B} =\mathbf {T} \times \mathbf {N} &={\frac {1}{\sqrt {a^{2}+b^{2}}}}\left(b\sin {\frac {s}{\sqrt {a^{2}+b^{2}}}}\mathbf {i} -b\cos {\frac {s}{\sqrt {a^{2}+b^{2}}}}\mathbf {j} +a\mathbf {k} \right)\\[12px]{\frac {d\mathbf {B} }{ds}}&={\frac {1}{a^{2}+b^{2}}}\left(b\cos {\frac {s}{\sqrt {a^{2}+b^{2}}}}\mathbf {i} +b\sin {\frac {s}{\sqrt {a^{2}+b^{2}}}}\mathbf {j} +0\mathbf {k} \right)\end{aligned}}}پیچش (torsion) آن برابر است با:
{\displaystyle \tau =\left|{\frac {d\mathbf {B} }{ds}}\right|={\frac {b}{a^{2}+b^{2}}}.}

## نگارخانه

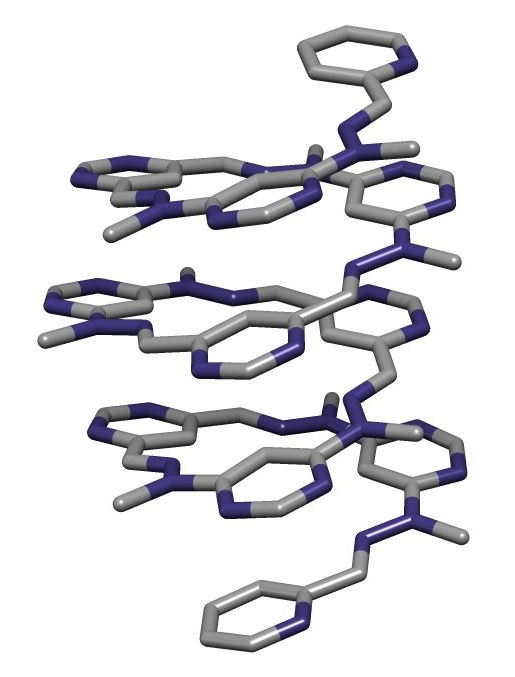
ساختار بلوری یک تاب‌پار گزارش‌شده توسط لن و دیگران. در.
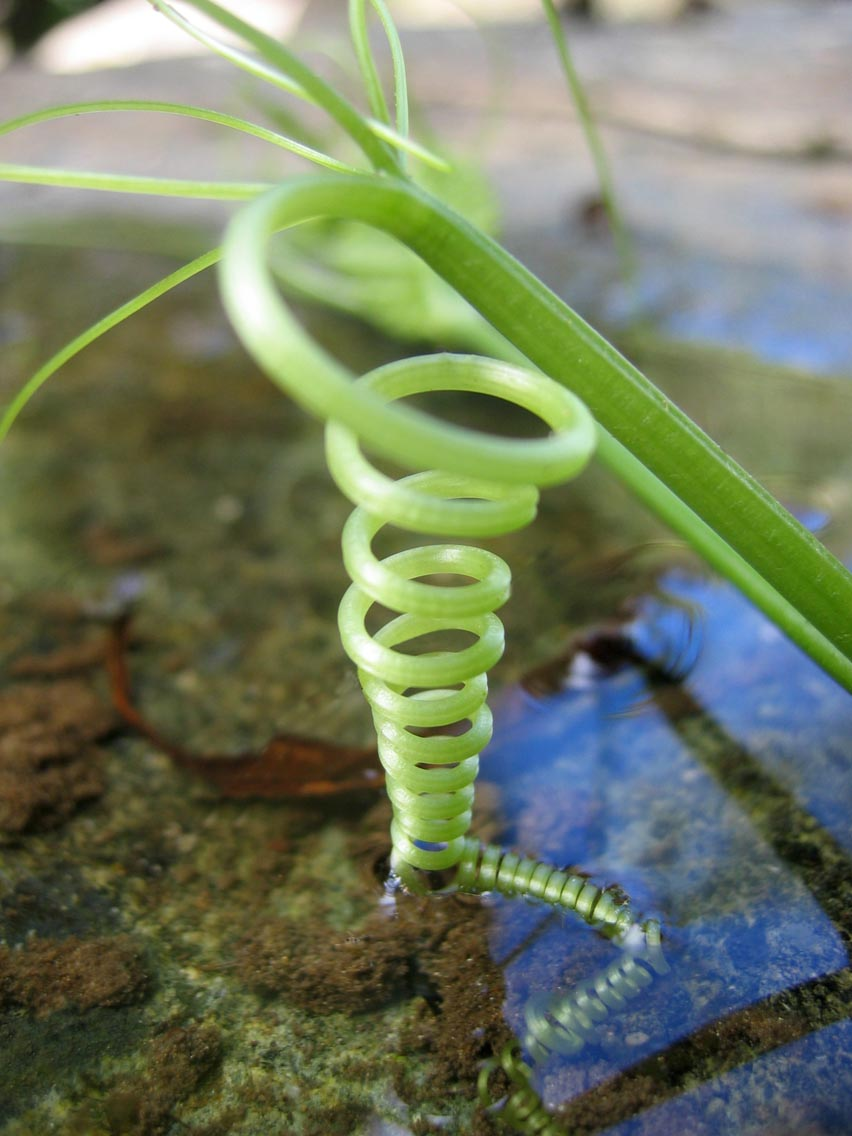
یک پیچهٔ طبیعی چپ‌گرد، ایجادشده توسط یک گیاه ویره
یک ذرهٔ باردار در میدان مغناطیسی در حال طی‌کردن یک مسیر پیچه‌وار
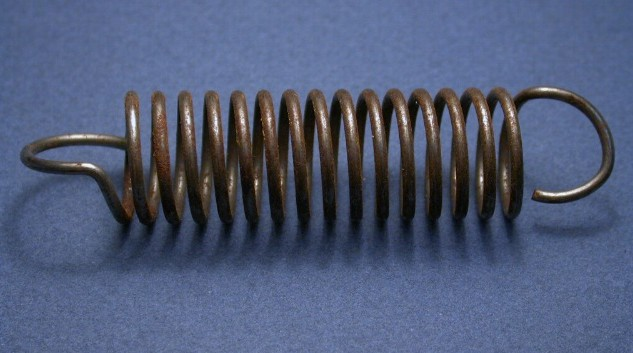
یک سیم‌پیچ فنری پیچه‌ای